# Nury Montsé
María Montserrat Julià, conocida artísticamente como Nury Montsé (Cataluña, España; 25 de diciembre de 1917-Buenos Aires, Argentina; 26 de diciembre de 1971) fue una actriz hispano argentina, de las primeras actrices de la llamada época de oro del cine sonoro argentino.

## Carrera artística
De origen catalán, vivió desde muy chica en Argentina, estudió actuación en el Conservatorio Nacional de Música y Arte Escénico y se inició en el teatro con Florencio Parravicini. Debutó en la pantalla grande con uno de los pioneros del teatro de revistas Manuel Romero, quien la dirigió en la película Don Quijote del altillo, del año 1936, donde compartió cartelera con Luis Sandrini. Trabajó en el transcurso de la década de 1930 con otros grandes directores como Lucas Demare, Luis César Amadori, cómicos como Paquito Busto, Olinda Bozán, Pedro Quartucci, Elena Lucena, Rafael Carret, Florindo Ferrario, Alicia Barrié, Tilda Thamar, Malisa Zini, Fanny Navarro, Mecha López, Delia Garcés, Alicia Vignoli, Elsa O'Connor, Silvana Roth, Alita Román y con el comienzo del periodo del década de oro del cine que fue la década de 1940 acompañó a las estrellas de la canción ciudadana en películas del género musical como Libertad Lamarque, Elvira Quiroga, Oscar Valicelli, de la radio como Niní Marshall, Pepe Iglesias "El Zorro", y del teatro de revistas como Francisco Álvarez, Pablo Palitos, Enrique Serrano, Gogó Andreu, Pepe Arias, Benita Puértolas del policial negro como Sebastián Chiola, Mecha Ortiz, Homero Cárpena, Narciso Ibáñez Menta, comedias de teléfono blanco como Ángel Magaña, Mirtha Legrand, Juan Carlos Thorry, Zully Moreno, María Duval, Osvaldo Miranda, Susana Campos.
Fue dirigida por la segunda tanda de directores provenientes del vodevil como Enrique Cahen Salaverry y Benito Perojo.
En 1942 ingresó en la compañía de Enrique Muiño y Francisco Petrone y fue artista de Artistas Argentinos Asociados donde actuó en la primera película de esta productora, El viejo Hucha dirigida por Lucas Demare. Paralelamente a su carrera en el cine, continuó con sus actuaciones en el teatro, principalmente en el Teatro Nacional Cervantes, donde también lució su sólido temperamento y atractivo rostro.[cita requerida]
Se casó con Ángel Magaña y tuvo dos hijas, Alejandra y Julieta Magaña. Murió a causa de un cáncer el 26 de diciembre de 1971, exactamente un día después de haber cumplido cincuenta y cuatro años.

## Filmografía
Actuó como intérprete en los siguientes películas:
- Don Quijote del altillo (1936)
- Compañeros (1936)
- Papá Chirola (1937)
- Doce mujeres (1939)
- Palabra de honor (1939)
- Chimbela (1939)
- Campeón por una mujer (1939)
- La casa del recuerdo (1940)
- Dama de compañía (1940)
- Hay que educar a Niní (1940)
- Chingolo (1940)
- Con el dedo en el gatillo (1940)
- El mejor papá del mundo (1941)
- Los martes orquídeas (1941)
- Canción de cuna (1941)
- El viejo Hucha (1942)
- El gran secreto (1942)
- Historia de crímenes (1942)
- Su esposa diurna (1944)
- Siete mujeres (1944)
- Mi novia es un fantasma (1944)
- El hombre que se llevaron (1946) (Chile)